# Елгін (Техас)
Елгін (англ. Elgin) — місто (англ. city) в США, в округах Бастроп і Тревіс штату Техас. Населення — 9784 особи (2020).

## Географія
Елгін розташований за координатами 30°21′11″ пн. ш. 97°23′19″ зх. д. / 30.35306° пн. ш. 97.38861° зх. д. (30.352940, -97.388671).  За даними Бюро перепису населення США в 2010 році місто мало площу 15,01 км², уся площа — суходіл. В 2017 році площа становила 16,19 км², уся площа — суходіл.

## Демографія
Згідно з переписом 2010 року, у місті мешкало 8135 осіб у 2662 домогосподарствах у складі 1960 родин. Густота населення становила 542 особи/км².  Було 2948 помешкань (196/км²).
Расовий склад населення:
| - 57,1 % — білих - 17,3 % — чорних або афроамериканців - 1,0 % — корінних американців - 0,5 % — азіатів - 0,2 % — вихідців з тихоокеанських островів - 20,1 % — осіб інших рас |

До двох чи більше рас належало 3,7 %. Частка іспаномовних становила 45,7 % від усіх жителів.
За віковим діапазоном населення розподілялося таким чином: 30,7 % — особи молодші 18 років, 59,0 % — особи у віці 18—64 років, 10,3 % — особи у віці 65 років та старші. Медіана віку мешканця становила 32,0 року. На 100 осіб жіночої статі у місті припадало 94,7 чоловіків;  на 100 жінок у віці від 18 років та старших — 90,8 чоловіків також старших 18 років.
Середній дохід на одне домашнє господарство  становив 62 434 долари США (медіана — 50 369), а середній дохід на одну сім'ю — 71 601 долар (медіана — 63 478). Медіана доходів становила 38 777 доларів для чоловіків та 36 111 долар для жінок. За межею бідності перебувало 21,7 % осіб, у тому числі 36,6 % дітей у віці до 18 років та 2,9 % осіб у віці 65 років та старших.
Цивільне працевлаштоване населення становило 3649 осіб. Основні галузі зайнятості: освіта, охорона здоров'я та соціальна допомога — 20,0 %, виробництво — 14,5 %, будівництво — 11,4 %, публічна адміністрація — 9,8 %.